# Domenico di Bartolo

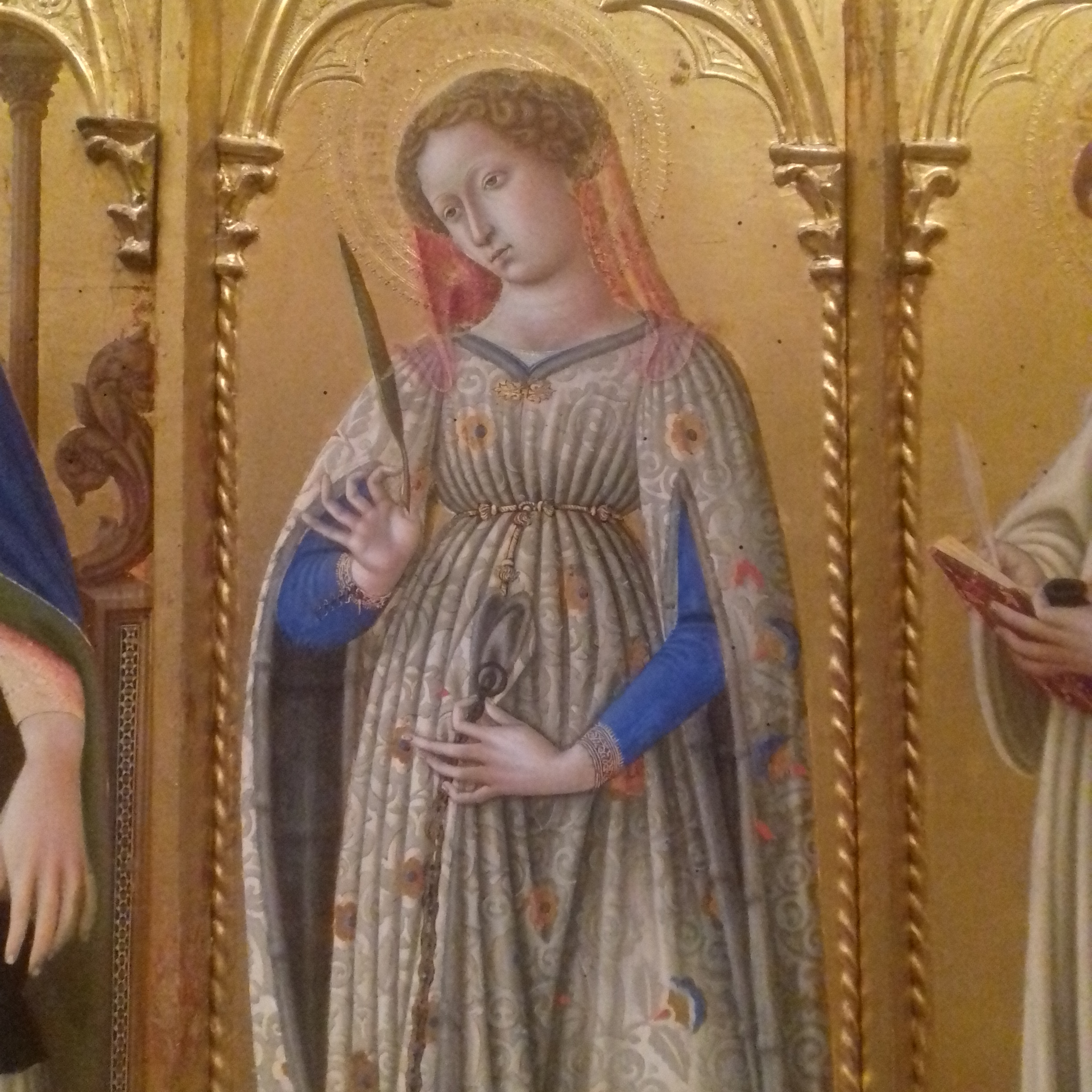
Polittico di Perugia, particolare con Santa Giuliana, 1438, Galleria Nazionale dell'Umbria

Domenico di Bartolo (Asciano, 1400/1404 – Siena, 1444/1447) è stato un pittore italiano della scuola senese.

## Biografia

### I primi anni a Siena

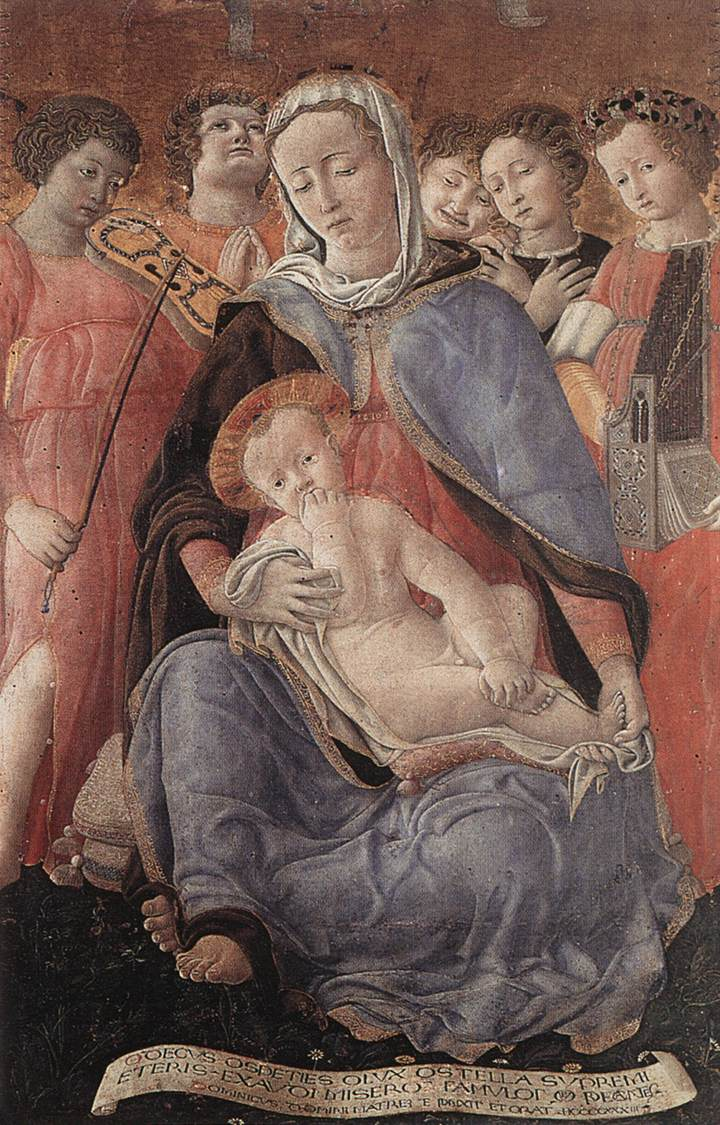
Madonna dell'Umiltà, 1433, Pinacoteca Nazionale, Siena

Nacque ad Asciano intorno al 1400 e, secondo il Vasari, era un nipote di Taddeo di Bartolo, notizia oggi screditata. Assai precocemente si trasferì a Siena. Una prima testimonianza scritta lo indica al lavoro come apprendista, nel 1420, presso l’Opera del Duomo di Siena e nel 1428 risulta iscritto come pittore indipendente nel “breve dell’arte” di Siena. Altre notizie sui suoi primi anni di vita artistica non ve ne sono. Sono stati ipotizzati, da vari esperti, periodi di formazione presso l’ambiente internazionale romano, gli ambienti fiorentini, il pittore Martino di Bartolomeo ed altri ancora.
La prima opera a lui attribuita, datata intorno al 1430, è la Madonna col Bambino tra i Santi Pietro e Paolo, di committenza probabilmente privata ed oggi conservata presso la Kress Collection della National Gallery of Art di Washington. Qui sono ravvisabili numerosi influssi del nascente rinascimento fiorentino, come l’impostazione monumentale delle figure e degli spazi, la solidità dell’involucro mariano, ispirato alla Madonna della Sant’Anna Metterza del Masaccio, lo scorcio delle aureole e la fonte di luce unica su sfondo dorato, di nuovo ispirate al maestro fiorentino, nonché le aureole stellate derivate da Paolo Uccello. Anche la nicchia con la semi-cupola a conchiglia e i putti reggi-ghirlanda sono ispirati a Donatello.
La prima opera certa del catalogo dell’artista è la Madonna dell’Umiltà, commissionatagli dall'entourage dell'allora vivente san Bernardino da Siena ed oggi esposta alla Pinacoteca Nazionale di Siena. L’opera, firmata “Dominicus” e datata 1433, imposta le figure su tre registri in profondità (quattro se si include il cartiglio ai piedi della Vergine) ed ha una solidità monumentale delle figure e sguardi melanconici e composti al tempo stesso che rimandano di nuovo alla pittura fiorentina.
L’anno successivo produsse una tarsia marmorea del pavimento del Duomo di Siena con l'Imperatore Sigismondo e i suoi ministri. Rimane anche un disegno con il ritratto dell’Imperatore, disegno preparatorio per approntare la tarsia marmorea stessa in cui l’artista mise in risalto le sue capacità ritrattistiche e che gli valsero la reputazione di grande artista, a tal punto che divenne uno dei punti di riferimento per le grandi opere pubbliche.
Dal 1435 al 1437 affrescò la sacrestia del duomo con le storie dei quattro santi protettori di Siena di cui oggi rimangono solo dei frammenti lacunosi. I lavori subirono un’interruzione nel 1438 a causa della morte di Jacopo della Quercia, operaio del duomo in quegli anni e ripresero solo dal 1439 al 1440.

### Fuori da Siena

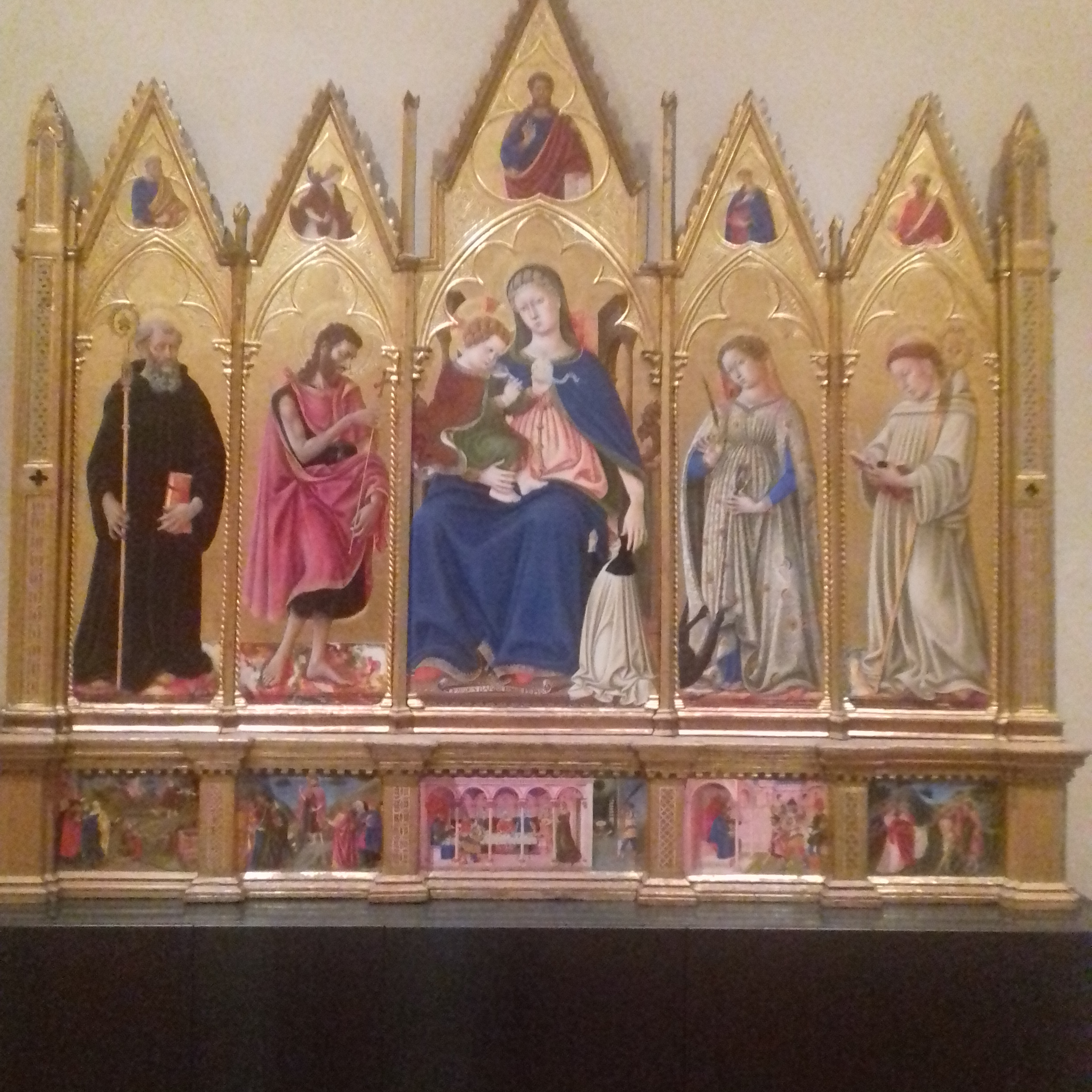
Polittico della Galleria Nazionale dell'Umbria, 1438, dal Convento di Santa Giuliana, Perugia

Nel 1437 ricevette l’incarico di realizzare la pala d’altare del convento degli Agostiniani di Asciano, pala che risulta oggi dispersa. Allo stesso anno risale la Madonna col Bambino della Collezione Johnson presso il Philadelphia Museum of Art. L’opera è nel complesso antinaturalistica e rivela dei sorprendenti arcaismi probabilmente dovuti al gusto attardato dell’ignoto committente.
Nel 1438 si trasferì a Perugia. Suo è il polittico con la Madonna col Bambino tra i santi Benedetto, Giovanni Battista, Giuliana e Bernardo, esposto oggi nella Galleria Nazionale dell’Umbria e voluta dalla badessa del Convento di Santa Giuliana di Perugia. In quest’opera si ripetono i forti richiami all’arte fiorentina del tempo, con il forte naturalismo dei volti e le piene volumetrie.

### Ancora a Siena, gli anni del successo

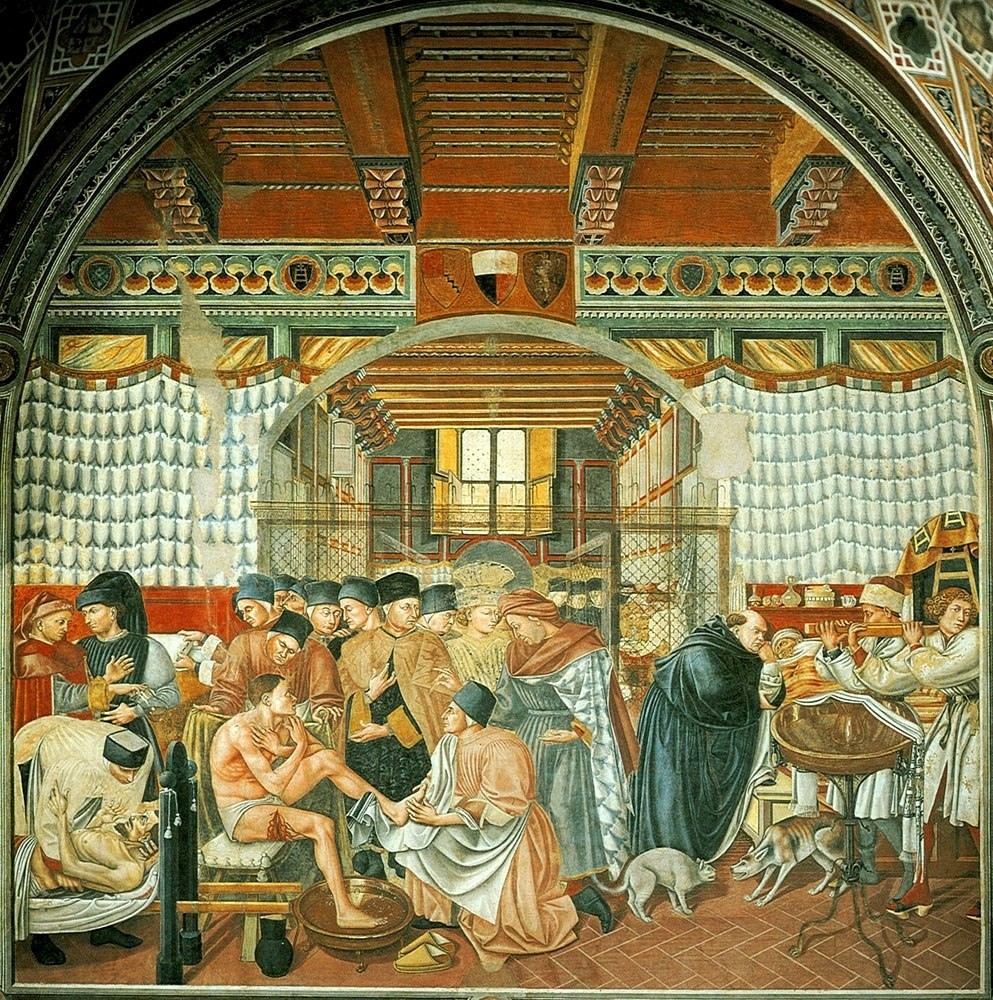
Cura degli ammalati, 1440-1441, Pellegrinaio di Santa Maria della Scala, Siena

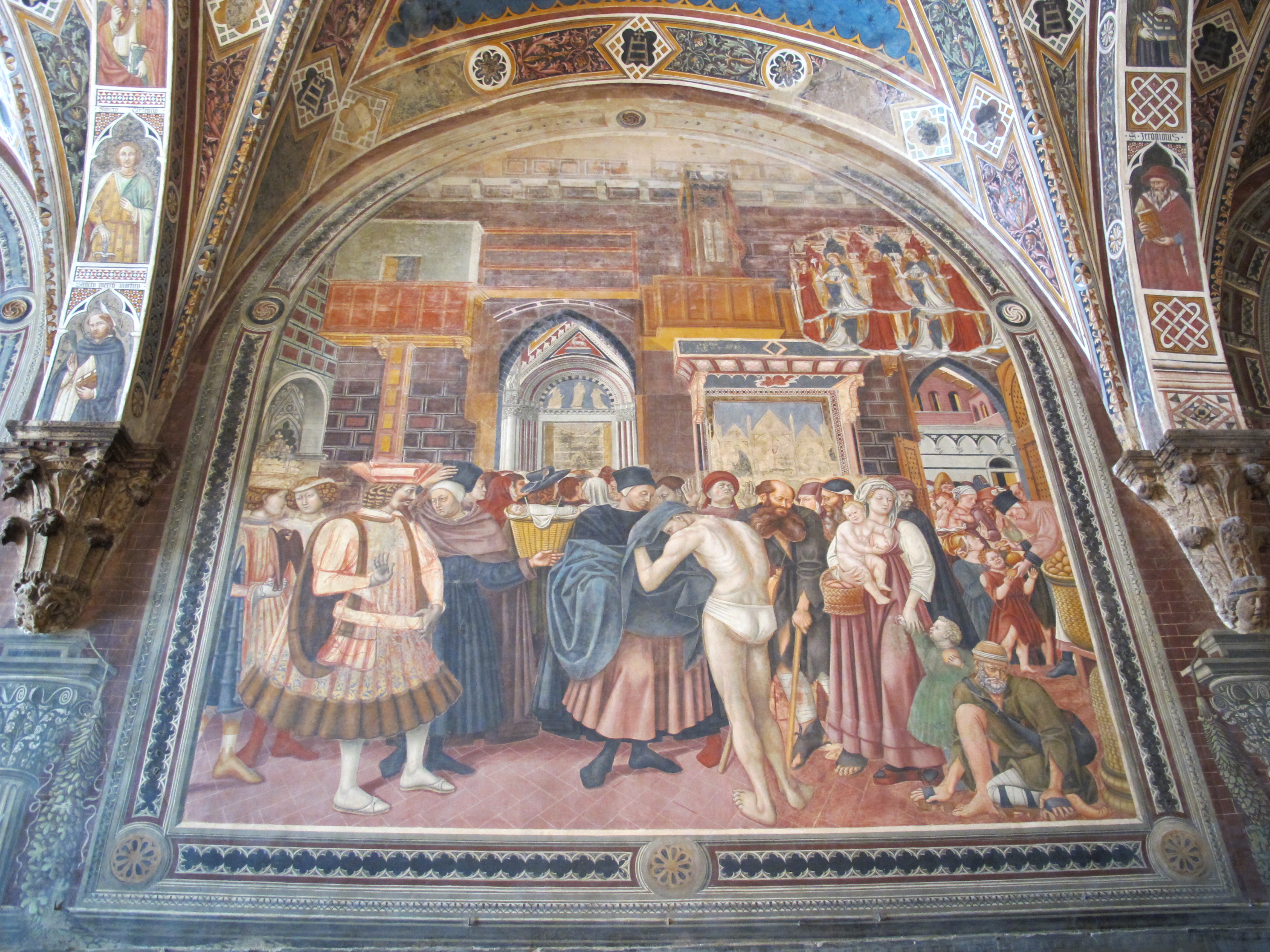
Distribuzione delle Elemosine, 1441, Pellegrinaio di Santa Maria della Scala, Siena

Tornato a Siena nel 1439 per completare gli affreschi nella sacrestia del Duomo, ricevette anche l’importante commissione di affrescare il Pellegrinaio dell'Ospedale di Santa Maria della Scala, cui contribuì con sei dei dieci affreschi della sala. Il pittore vi lavorò dal 1440 al 1444 su incarico del rettore Giovanni Buzzichelli, iniziando dal quarto affresco della parete destra, La Cura del Malato e continuando poi col terzo affresco della stessa parete raffigurante la distribuzione dell’elemosine. Questi primi due affreschi manifestano le forti influenze fiorentine del pittore, con figure volumetriche di ispirazione masaccesca, architetture brunelleschiane, un profondo umanesimo che si vede nei volti rinascimentali dei personaggi e nelle lezioni di medicina (il chirurgo al centro che lava i piedi al malato e il fisico col cappello nero a sinistra lavorano in presenza di allievi per istruirli), caratteristiche che si coniugano con l’abilità di grande narratore, fine decoratore, minuzioso descrittore di dettagli di impronta più gotica. Negli affreschi successivi lo stile fiorentino cede il passo all’offuscamento dei vivi contrasti di colore, appiattimento delle figure, esasperazione della narrazione con una molteplicità di personaggi, volti stereotipati per descrivere i ruoli, irrazionale spazialità degli ambienti e delle figure che le frequentano, tutti tratti di un goticismo cui la cultura senese teneva per rispettare la sua tradizione ed opporsi allo stile fiorentino.
Al 1444 risale anche l’affresco con la Madonna del Manto, collocata nella cappella delle reliquie o del manto dello stesso Ospedale di Santa Maria della Scala e nel 1610 spostata dal rettore Agostino Chigi nella Sagrestia Vecchia dell’ospedale, sotto un baldacchino marmoreo, dove ancora si trova. Per adattarla a questa nuova collocazione l’affresco fu staccato con tutto il muro e diviso in tre parti. Oggi le due ali laterali si trovano ai lati del baldacchino, in posizione ribassata rispetto al pannello centrale per non eclissare gli affreschi soprastanti del Vecchietta. Qui si rivede lo stile maturo del pittore dove una Madonna misericordiosa stende il braccio per accogliere uno stuolo di personaggi religiosi e laici, inginocchiati alla sua destra e sinistra, rispettivamente, tutti resi con quella vena goticheggiante già ammirata nel pellegrinaio.
L’ultimo incarico ricevuto dal pittore nel 1444 fu quello di affrescare per il comune una lunetta con l'incoronazione della Vergine nella sala della giunta di Palazzo Pubblico. L’opera fu appena iniziata, ma fu terminata e firmata da Sano di Pietro l’anno successivo.
Il pittore morì verosimilmente tra la seconda metà del 1444 e il 1445 e per questo motivo non poté terminare, con ogni probabilità, l’affresco del Palazzo Pubblico. Un documento attesta che la moglie Antonia Pannilini, che aveva sposato nel 1440, era vedova nel febbraio del 1447.

## Stile
Domenico di Bartolo fu il più aggiornato anticipatore delle conquiste formali del Rinascimento in terra senese, ricettore delle novità prima ancora di molti fiorentini, applicando ad esempio la prospettiva lineare centrica già dagli anni trenta del Quattrocento fino ai primi affreschi del Pellegrinaio del 1440-41. La sua ultima fase invece segnò un indulgere su motivi arcaizzanti gotici.
Con questa regressione in senso goticheggiante, lo stile rinascimentale fiorentino di Domenico di Bartolo rimase quindi incompiuto e non poté esprimersi nella sua pienezza, ma questa scelta fu consapevole, dettata dall'ambiente culturale della città in cui viveva più che da una scelta personale. Fino a che poté dipingere per una committenza privata, il pittore diede libero sfogo a tutti i nuovi aggiornamenti in senso rinascimentale, ma appena la sua reputazione gli permise di avere importanti commissioni dalle grandi istituzioni della città, ospedale e comune, il pittore dovette approntare la traduzione dei testi pittorici fiorentini ad uso dei committenti e fruitori della sua città. La critica più recente tende a rivalutare lo stile maturo dell’artista, in quanto seppe accogliere della nuova scuola fiorentina solo ciò che era compatibile con la tradizione senese, miscelando in maniera consapevole ed egregia i nuovi elementi del nascente rinascimento fiorentino con la piana descrittività, l’esasperata narrazione, i personaggi e spazialità stereotipate dello stile gotico, realizzando quindi il suo stile maturo, ineguagliato in quegli anni e successivamente.

## Lista delle opere
- Madonna col Bambino in trono tra i santi Pietro e Paolo, 1430 circa, tempera su tavola, 53x31 cm, National Gallery of Art, Washington
- Madonna dell'Umiltà, 1433, tempera su tavola, 93x59,5 cm, Pinacoteca Nazionale, Siena
- Imperatore Sigismondo coi suoi ministri, 1434, cartone per tarsia marmorea, pavimento del Duomo di Siena
- Storie dei quattro santi protettori di Siena, 1435-1437 e 1439-1440, resti di affreschi, Sacrestia del Duomo di Siena
- Madonna col Bambino, 1437, tempera su tavola, 61,9x43,8 cm, Philadelphia Museum of Art, Filadelfia
- Madonna col Bambino, 1435-1440, tempera su tavola, 96x66 cm, Princeton University Art Museum, Princeton
- Polittico di Santa Giuliana, 1438, tempera su tavola, Galleria Nazionale dell'Umbria, Perugia
- Affreschi del Pellegrinaio, 1440-1444, Complesso museale di Santa Maria della Scala, Siena
- Madonna del manto, 1444, affresco staccato, Sagrestia vecchia, Complesso museale di Santa Maria della Scala, Siena
- Incoronazione della Vergine, 1444, affresco (appena iniziato e terminato e firmato da Sano di Petro nel 1445), Sala dalla giunta, Palazzo Pubblico, Siena.